# 北斗病院 (帯広市)
北斗病院（ほくとびょういん）は、北海道帯広市にある病院。この項目では、隣接している北斗クリニック（ほくとクリニック）についても記載する。

## 沿革
- 1993年（平成05年）：「北斗病院」開設[2]。
- 1996年（平成08年）：医療法人社団認可[2]。
- 1998年（平成10年）：循環器病棟開設[2]。
- 2001年（平成13年）：回復期リハビリ病棟開設[2]。
- 2003年（平成15年）：新病棟開設[2]。
- 2005年（平成17年）：「北斗クリニック」開設[2]。
- 2009年（平成21年）：社会医療法人認可[2]。
- 2011年（平成23年）：敷地内に童夢保育所新築移転[2]。
- 2012年（平成24年）：セスナ機導入[2][3][4]。
- 2013年（平成25年）：リハビリ病棟を「十勝リハビリテーションセンター」に移設[5][6]。
- 2013年（平成25年）：「ウラジオストク画像診断センター」開設[7]

## 機関指定
| 救急告示病院（救急指定病院）                   | 脳神経外科二次救急当番病院                                             |
| 地域医療支援病院                               | 災害時医療支援活動指定病院                                             |
| 北海道緊急臨時的医師派遣事業協力医療機関       | 科学研究費補助金取扱規程第2条第8項に規定する研究機関（腫瘍医学研究所） |
| 管理型臨床研修病院指定施設（臨床研修指定病院） | 歯科医師臨床研修協力型施設（北斗クリニック）                           |
| 管理型歯科医師臨床研修指定病院（北斗病院）     | 外国人医師臨床修練指定病院                                             |
| DPC（診断群分類包括評価）対象病院              |                                                                        |

## 診療科等
診療科（北斗病院）
- 循環器内科
- 消化器内科
- 腎臓内科・人工透析内科
- 内科
- 放射線治療科
- 歯科口腔外科

診療科（北斗クリニック）
- 脳神経外科
- 脳神経内科・神経内科
- 心臓血管外科
- 消化器外科
- 総合診療科
- リウマチ科
- 整形外科
- 眼科
- 耳鼻咽喉科・頭頸部外科
- 形成外科
- ペインクリニック
- 在宅医療科
- 歯科
- 皮膚科

専門
- 不整脈外来
- がん・腫瘍外来
- てんかん外来
- ペースメーカー・CRT-D外来
- 血管外来
- 乳腺専門外来
- 手・ひじ関節外来
- 角膜外来
- 糖尿病外来

センター
- 脊椎脊髄センター
- 脳卒中センター
- 脳血管内治療センター
- 脳腫瘍センター
- ハートセンター
- 関節センター
- 頭頸部腫瘍センター
- 乳腺・乳がんセンター
- 在宅緩和療養センター
- 透析センター
- 小児科こども総合センター
- 検診センター

部門
- 救急部
- 看護部
- 地域医療連携室

## 施設認定
| 日本静脈経腸栄養学会NST（栄養サポートチーム）稼働施設                            | 日本脳神経外科学会専門医研修施設                                                                       |
| 日本脳卒中学会専門医研修教育病院                                                 | 日本脳神経血管内治療学会認定研修施設                                                                   |
| 日本神経学会専門医制度准教育施設                                                 | 3学会構成心臓血管外科専門医認定機構認定修練施設                                                        |
| 関連10学会構成日本ステントグラフト実施基準管理委員会腹部ステントグラフト実施施設 | 血管内レーザー焼灼術実施・管理委員会認定下肢静脈瘤に対する血管内レーザー焼灼術の実施基準による実施施設 |
| 日本循環器学会専門医研修施設                                                     | 日本内科学会認定医制度教育関連施設                                                                     |
| 日本外科学会外科専門医制度修練施設                                               | 日本食道学会全国登録認定施設                                                                           |
| 日本消化管学会胃腸科指導施設                                                     | 日本耳鼻咽喉科学会認定耳鼻咽喉科専門医研修施設                                                         |
| 日本頭頸部外科学会頭頸部がん準認定施設                                           | 日本気管食道科学会認定気管食道科専門医研修施設（咽喉系）                                               |
| 日本甲状腺外科学会内分泌・甲状腺外科専門医制度認定施設                           | 日本整形外科学会専門医制度研修施設                                                                     |
| 日本形成外科学会教育関連施設                                                     | 日本乳房オンコプラスティックサージャリー学会エキスパンダー実施施設                                     |
| 日本乳房オンコプラスティックサージャリー学会インプラント実施施設                 | 日本乳癌学会認定医専門医研修施設                                                                       |
| 日本麻酔科学会認定病院                                                           | 日本がん治療認定医機構認定研修施設                                                                     |
| 日本IVR学会専門医修練施設                                                        | 日本医学放射線学会放射線科専門医修練協力機関                                                           |
| 日本眼科学会専門医研修施設                                                       | 日本病理学会専門医研修登録施設                                                                         |
| 日本老年医学会認定施設                                                           | 日本老年歯科医学会認定医専門医研修施設                                                                 |
| 日本歯科麻酔学会認定医研修施設                                                   | 日本口腔外科学会専門医研修施設                                                                         |
| 日本有病者歯科医療学会研修施設                                                   | 日本形成外科学会乳房増大エキスパンダー及びインプラント実施施設                                         |

## アクセス・駐車場
- 十勝バス「北高・北斗病院前」「北斗病院前」バス停下車
- 北海道旅客鉄道（JR北海道）帯広駅から車で約15分
- とかち帯広空港（帯広空港）から車で約30分
- 駐車場：327台（車いす専用10台含む）

## 関連施設
- 十勝リハビリテーションセンター
- サービス付き高齢者向け住宅「あやとり」
- あおぞらクリニック
- 上士幌クリニック
- 新得クリニック
- ウラジオストク北斗画像診断センター